# Phylliroidae
Phylliroidae is een familie van weekdieren uit de klasse van de Gastropoda (slakken).

## Geslachten
- Cephalopyge Hanel, 1905
- Phylliroe Péron & Lesueur, 1810